# Loren Legarda
Lorna Regina Legarda y Bautista (nacida el 28 de enero de 1960), popularmente conocida como Loren Legarda, es una periodista radiofónica, ecologista y política filipina. Oriunda de Bisaya, destaca por haber sido la única mujer que ganó dos elecciones al Senado de Filipinas (1998 y 2007). Durante las elecciones generales de 2004 en Filipinas, se presentó al cargo de vicepresidente como independiente, junto con Fernando Poe, Jr.. Actualmente, se está ejecutando de nuevo por la vicepresidencia con Manny Villar.
Legarda es una destacada defensora de sensibilización de cambio climático y cuenta numerosos logros en los ámbitos de desarrollo social y promoción de los derechos humanos, además de desempeñar su trabajo de periodista radiofónica. Como periodista ha recibido muchos premios. En 2008, fue elegida por las Naciones Unidas dentro de su estrategia internacional para la Reducción de Desastres, dentro de la región Asia-Pacífico. Fue miembro de la delegación de Filipinas en la Cumbre de Copenhague en 2009.
Las críticas de Legarda se debe a su orientación política, aparentemente errónea, especialmente sobre los cambios en sus perspectivas a Joseph Estrada, Gloria Macapagal-Arroyo y Manuel Villar. Por esto, se le ha llamado la "mariposa de política", un juego de palabras con su defensa de la ecología. Su exmarido, Antonio Leviste, fue declarado culpable de asesinato el 14 de enero de 2009. 
La "Liga Sultanata de Maranao" otorgó a Legarda el título honorífico de "Bai Aliba" o "Princesa". Pertenece a la etnia haraya y habla tagalo, hiligueino y inglés, además de harayo. Aparte de esto, es teniente coronel del Cuerpo de Reserva de la Fuerza Aérea.